# Вітронектин
Вітронектин (англ. SEBOX homeobox) — білок, який кодується геном SEBOX, розташованим у людей на короткому плечі 17-ї хромосоми.  Довжина поліпептидного ланцюга білка становить 216 амінокислот, а молекулярна маса — 22 879.
| 10         |  | 20         |  | 30         |  | 40         |  | 50         |
| ---------- |  | ---------- |  | ---------- |  | ---------- |  | ---------- |
| MGGSGVGTAW |  | HGPLARPSGT |  | LPFASSMPSP |  | VDASSADGGS |  | GLGSHRRKRT |
| TFSKGQLLEL |  | ERAFAAWPYP |  | NISTHEHLAW |  | VTCLPEAKVQ |  | VWFQKRWAKI |
| IKNRKSGILS |  | PGSECPQSSC |  | SLPDTLQQPW |  | DPQMPGQPPP |  | SSGTPQRTSV |
| CRHSSCPAPG |  | LSPRQGWEGA |  | KAVAPWGSAG |  | ASEVHPSLER |  | ATPQTSLGSL |
| SDLIYALAIV |  | VNVDHS     |  |            |  |            |  |            |

A: Аланін

C: Цистеїн

D: Аспарагінова кислота

E: Глутамінова кислота

F: Фенілаланін

G: Гліцин

H: Гістидин

I: Ізолейцин

K: Лізин

L: Лейцин

M: Метіонін

N: Аспарагін

P: Пролін

Q: Глутамін

R: Аргінін

S: Серин

T: Треонін

V: Валін

W: Триптофан

Цей білок за функцією належить до білків розвитку. 
Задіяний у таких біологічних процесах як транскрипція, регуляція транскрипції, диференціація. 
Білок має сайт для зв'язування з ДНК. 
Локалізований у ядрі.